# Cocconotus antioquiae
Cocconotus antioquiae is een rechtvleugelig insect uit de familie sabelsprinkhanen (Tettigoniidae). De wetenschappelijke naam van deze soort is voor het eerst geldig gepubliceerd in 1946 door Rehn.